# Perth and North Perthshire (circonscription du Parlement britannique)
Perth and North Perthshire est une circonscription électorale britannique située en Écosse.